# Anatole Mallet

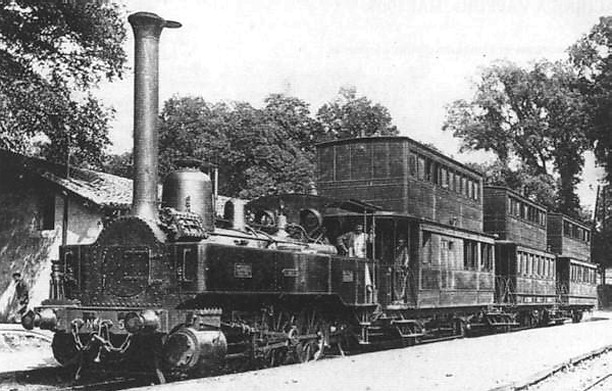
La primera locomotora compuesta en el F.C. de Bayona a Biarritz (Francia)

Anatole Mallet (Lancy, Ginebra, Suiza, 23 de mayo de 1837 - París, 10 de octubre de 1919) fue un ingeniero suizo y en su tiempo uno de los más exitosos constructores de locomotoras de vapor.

## Semblanza
Mallet estudió en la "Escuela central de artes y manufacturas" parisina, donde también dio clases, y luego comenzó a construir y planear puertos, entre ellos para el canal de Suez. En 1867 se ocupó por primera vez de construir máquinas de vapor y desarrolló la idea del motor de vapor compuesto, intentando aplicar también este principio a las locomotoras de vapor. Al año siguiente y en relación con la primera patente solicitada, patentó asimismo un dispositivo de arranque que permitía introducir vapor vivo en los cilindros de baja presión de la máquina compuesta y acelerar así el proceso de arranque de una locomotora.
Llamó la atención cuando en 1876 puso en servicio dos locomotoras-ténder compuestas de dos cilindros en el ferrocarril de Bayona a Biarritz (Francia). Aunque las máquinas funcionaban bien, su marcha no era satisfactoria a gran velocidad debido a que el esfuerzo motor de los cilindros de alta y baja presión no estaba completamente equilibrado. Mallet no pudo persuadir a las compañías ferroviarias de las ventajas del sistema compuesto. Incluso tras haber mejorado sus construcciones mediante pares de cilindros de alta y baja presión, la mayoría de las compañías se arredraban ante la complejidad de las máquinas. El sistema de vapor recalentado, inventado después, resultó ser un medio más efectivo que el sistema compuesto para aprovechar la energía.

## Desarrollo de lalocomotora Mallet
El tráfico creciente en los ferrocarriles de vía estrecha abrió nuevas perspectivas para Mallet, pues necesitaban locomotoras más potentes y, por tanto, mayores de las que admitía el sinuoso trazado de tales ferrocarriles. La única solución parecían ser las locomotoras con bastidor articulado. Hasta entonces se conocían los tipos Fairlie y Meyer, que empleaban conjuntos articulados a los que llegaba el vapor a través de conexiones flexibles, pero que en la práctica resultaron ser el punto flaco de este sistema. En su lugar Mallet desarrolló un tipo con dos bastidores, en el que la caldera reposaba sobre el trasero, y el delantero -debajo de la caja de humos- estaba unido al otro mediante una articulación, con lo que se reducía a la mitad el número de conexiones flexibles.
Pero la diferencia esencial con respecto a los sistemas de Fairlie y Meyer consistía en la perfecta aplicación del mecanismo compuesto. El vapor vivo se dirige primero a los cilindros de alta presión colocados en el bastidor rígido, de donde pasa el vapor de escape a los de baja situados en el bastidor articulado. Las conexiones móviles de vapor entre un bastidor y otro son más fáciles de realizar cuando se trata de vapor a baja presión. Este sistema lo hizo patentar Mallett en 1884.
La primera "locomotora Mallet" construida así se presentó en 1881 en Bélgica para el trenecito con vía Decauville de 600 mm en la Exposición Universal de París de 1889, donde transportó a más de 6 millones de personas. Seguidamente se fabricaron más locomotoras de vía estrecha siguiendo este sistema, la mayoría de ellas con la disposición de ejes B'B (0-2-2-0), o sea con dos bastidores de dos ejes cada uno.

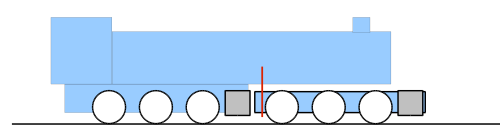
Diagrama del sistema de articulación de Mallet, en este caso una 0-3-0+0-3-0.

El ferrocarril "Baltimore & Ohio" introdujo en 1904 el sistema Mallet en los EE. UU. al encargar una máquina C'C (0-3-3-0) a la American Locomotive Company. En 1911 ya había más de 500 Mallets en dicho país. Durante la Primera Guerra Mundial se llegó al límite cuando el "Virginian Railway" hizo un pedido de locomotoras del tipo (1'E)E1' (1-5-0+1-5-0), cuyos cilindros de baja presión tenían un diámetro de 120 cm (48 pulgadas). El desplazamiento de la caldera y los cilindros de baja presión era tan grande que apenas era posible construir válvulas adecuadas, por lo que estas máquinas solo podían circular a velocidad reducida. Posteriormente se introdujeron más mejoras para lograr mayor velocidad sobre vía de ancho internacional. Las más grandes locomotoras de vapor construidas en los EE. UU. eran del tipo Mallet.
Anatole Mallet no se ocupó más de seguirlas mejorando. Hacia 1888 diseñó las locomotoras originales para el monorriel Lartigue. Se sabe poco sobre su persona aparte de sus éxitos como ingeniero constructor. En el siglo XX era considerado como uno de los tres grandes constructores de locomotoras después de la era de Stephenson.